# العلاقات النرويجية الليتوانية
العلاقات النرويجية الليتوانية هي العلاقات الثنائية التي تجمع بين النرويج وليتوانيا.

## مقارنة بين البلدين
هذه مقارنة عامة ومرجعية للدولتين:
| وجه المقارنة                                              | النرويج                                                   | ليتوانيا                                                    |
| --------------------------------------------------------- | --------------------------------------------------------- | ----------------------------------------------------------- |
| المساحة (كم2)                                             | 385.21 ألف                                                | 65.30 ألف                                                   |
| عدد السكان (نسمة)                                         | 5.33 مليون                                                | 2.79 مليون                                                  |
| الكثافة السكانية (ن./كم²)                                 | 13.84                                                     | 42.73                                                       |
| العاصمة                                                   | أوسلو                                                     | فيلنيوس، كاوناس                                             |
| اللغة الرسمية                                             | بوكمول، لغات السامي، نينوشك، اللغة النرويجية              | اللغة الليتوانية                                            |
| العملة                                                    | كرونة نروجية                                              | ليتاس ليتواني، يورو                                         |
| الناتج المحلي الإجمالي (بليون دولار)                      | 398.83 مليار                                              | 47.17 مليار                                                 |
| الناتج المحلي الإجمالي (تعادل القوة الشرائية) بليون دولار | 322.23 مليار                                              | 84.06 مليار                                                 |
| الناتج المحلي الإجمالي الاسمي للفرد دولار أمريكي          | 74.40 ألف                                                 | 14.15 ألف                                                   |
| الناتج المحلي الإجمالي للفرد دولار أمريكي                 | 65.61 ألف                                                 | 27.69 ألف                                                   |
| مؤشر التنمية البشرية                                      | 0.944                                                     | 0.839                                                       |
| رمز المكالمات الدولي                                      | +47                                                       | +370                                                        |
| رمز الإنترنت                                              | .no                                                       | .lt                                                         |
| المنطقة الزمنية                                           | ت ع م+01:00، ت ع م+02:00، توقيت وسط أوروبا، أوروبا/أوسلو ‏ | ت ع م+02:00، ت ع م+03:00، أوروبا/فيلنيوس ‏، توقيت شرق أوروبا |

## مدن متوأمة
في ما يلي قائمة باتفاقيات التوأمة بين مدن نرويجية وليتوانية:
- ترتبط Bykle [الإنجليزية]‏ مع بيرشتوناس باتفاقية توأمة.
- ترتبط هوردالان مع كاوناس باتفاقية توأمة منذ 1998.[18]
- ترتبط أوسلو مع فيلنيوس باتفاقية توأمة منذ 2001.
- ترتبط ليلهامر مع Radviliškis [الإنجليزية]‏ باتفاقية توأمة.
- ترتبط Bjerkreim [الإنجليزية]‏ مع Plungė [الإنجليزية]‏ باتفاقية توأمة.
- ترتبط فستفولد مع كاوناس باتفاقية توأمة منذ 1991.[18]

## منظمات دولية مشتركة
يشترك البلدان في عضوية مجموعة من المنظمات الدولية، منها:
| علم المنظمة | اسم المنظمة                               | تاريخ انضمام النرويج | تاريخ انضمام ليتوانيا |
| ----------- | ----------------------------------------- | -------------------- | --------------------- |
|             | حلف شمال الأطلسي                          | 4 أبريل 1949         | 29 مارس 2004          |
|             | وكالة ضمان الاستثمار متعدد الأطراف        | 9 أغسطس 1989         | 8 يونيو 1993          |
|             | منظمة الشرطة الجنائية الدولية             | ?                    | ?                     |
|             | مجموعة الموردين النوويين                  | ?                    | ?                     |
|             | منظمة حظر الأسلحة الكيميائية              | ?                    | ?                     |
|             | Strategic Airlift Capability ‏             | ?                    | ?                     |
|             | منظمة التجارة العالمية                    | 1995                 | ?                     |
|             | الأمم المتحدة                             | 27 نوفمبر 1945       | 17 سبتمبر 1991        |
|             | مركز تنسيق الحركة في أوروبا ‏              | ?                    | ?                     |
|             | المنظمة الأوروبية لسلامة الملاحة الجوية   | 1994                 | 2006                  |
|             | مؤسسة التمويل الدولية                     | 20 يوليو 1956        | 15 يناير 1993         |
|             | يونسكو                                    | 4 نوفمبر 1946        | 7 أكتوبر 1991         |
|             | مؤسسة التنمية الدولية                     | 24 سبتمبر 1960       | 23 سبتمبر 2011        |
|             | منظمة الأمن والتعاون في أوروبا            | 25 يونيو 1973        | 10 سبتمبر 1991        |
|             | الاتحاد الدولي للاتصالات                  | 1866                 | 1 يوليو 1923          |
|             | منظمة التعاون الاقتصادي والتنمية          | ?                    | 5 يوليو 2018          |
|             | مجلس دول بحر البلطيق                      | ?                    | ?                     |
|             | مجلس أوروبا                               | 5 مايو 1949          | ?                     |
|             | اتفاقية السماوات المفتوحة                 | ?                    | ?                     |
|             | البنك الدولي للإنشاء والتعمير             | 27 ديسمبر 1945       | 6 يوليو 1992          |
|             | المركز الدولي لتسوية المنازعات الاستشارية | 15 سبتمبر 1967       | 5 أغسطس 1992          |
|             | الاتحاد البريدي العالمي                   | ?                    | ?                     |

## وصلات خارجية
- موقع وزارة الخارجية النرويجية
- موقع وزارة الخارجية الليتوانية